# Suzuki Wagon R
Suzuki Wagon R — городской автомобиль и Кей-кар, выпускающийся Suzuki с 1993 года. Впервые был представлен публике в Японии в 1993 году, производится на заводах корпорации Suzuki в Японии и Венгрии. Обладает необычным дизайном кузова — при ширине и длине, не превышающем нормы автомобиля класса «А», кузов высокий для увеличения свободного пространства в салоне.
Один из самых продающихся автомобилей малого класса в Японии начиная с 2003 года. В 2008 Suzuki планировала произвести трехмиллионный Wagon R.
Модель показала хорошие продажи на международном рынке, где после начала продаж её в Индии они достигли показателя 5 миллионов проданных машин к концу 2010 года. Удачная конструкция кузова позволила вывести Suzuki Wagon R на рынок под несколькими брендами и с разными моторами, так, хорошо известен европейский вариант этой машины с двигателем от Opel — Opel Agila.
Suzuki Wagon R выпускается как в праворульном, так и в леворульном исполнении.

## Первое поколение
Самые первые Suzuki Wagon R CT21/CV21 (1993–2006), представленные в 1993 году на Токийском автосалоне, имели всего одну дверь со стороны водителя, 2 с другой стороны машины и одну заднюю, и комплектовались 3-цилиндровым двигателем F6A объёмом 660 куб см. Позже автомобиль получил стандартный 5-дверный кузов.
Suzuki Wagon R+, размерами чуть побольше Suzuki Wagon R, был добавлен в линейку выпуска в 1997 году и производился до 2000 года для Европы только в Японии. Его ширина была сделана больше, и он был оснащён атмосферным 4-цилиндровым двигателем K10A объемом 996 см куб, с цепным приводом ГРМ. Чуть позже этот мотор модернизировали до 1,2 литра.
Wagon R выпускается как в переднеприводном (СT21), так и в полноприводном (CV21) варианте. 

## Второе поколение
В 1998 году, в связи с изменением японских стандартов на малолитражные машины, Wagon R MC22 (1998–2010) пережил полное модельное изменение и появилось второе поколение этой машины. Здесь используется платформа, одинаковая с Alto и Kei. Кузов стал иметь более жесткую конструкцию, движение стало более стабильным. Несмотря на то, что внешние размеры увеличились, минимальный радиус разворота сократился на 0,4 метра, составив 4,2 метра.
В 2000 году компания Suzuki несколько модернизировала эту популярную модель, осовременив дизайн кузова и начав комплектовать её двигателями линии G рабочим объёмом 1,3 и 1,6 литра 1.9 liter, как в 8-клапанном (G13A, G13B, F9Q) так и в 16-клапанном исполнении (G13BB-F9Q). В отличие от цепных двигателей первого поколения, двигатели серии G — с резиновым ремнем ГРМ и асинхронные, то есть в них обрыв ремня ГРМ не приводит к повреждению клапанов. Получила изменение приборная панель — тахометр стал штатным, несколько изменились рукоятки управления отопителем и кондиционером. В Европе автомобиль быстро набирал популярность, и собирался в леворульном исполнении на заводе в Венгрии. Также была продана лицензия на изготовление этой машины под брендом Opel Agila на заводе в Польше, с опелёвскими двигателями.
Машины выпускались как с приводом только на передние колеса, так и полноприводные. Блокировка дифференциала или же штатное отключение заднего моста конструкцией не предусматривались.
В 2002 году машина пережила второй рестайлинг. Начиная со второго поколения начал выпускаться также и вариант RR Series: благодаря большой решетке радиатора и четырем круглым фарам его внешний вид носит спортивный оттенок. После окончания производства 2й модели в Японии, Maruti Wagon R в Индии продолжал выпускаться до 2010 года.

## Третье поколение
Выпуск третьего поколения MH21 (2003–2008) было начато в Японии в сентябре 2003 года и приурочено к для десятой годовщине Wagon R. В сентябре 2005 года третье поколение получило рестайлинг и продержалось на конвейере ещё три года.
В феврале 2007 года была представлена спортивная версией Suzuki Wagon R - Stingray. В дополнение к более агрессивному дизайну передка Stingray также получил другие задние фонари. Легкосплавные диски и аэро обвес шли в штатной комплектации. Двигатель объемом 660 куб. См был оснащен турбонагнетателем, что делало машину более динамичной.

## Четвёртое поколение
Четвертое поколение MH23 (2008–2012) было выпущено в Японии в сентябре 2008 года вместе с более спортивным вариантом Stingray, AZ-Wagon и AZ-Wagon Custom (последние два выпускались для Mazda). Благодаря обновленной платформе внутреннее пространство автомобиля становится шире, по сравнению со своим предшественником длина салона больше на 105 мм. Расстояние между креслами пассажиров переднего и второго рядов увеличено на 140 мм. Комфорт в салоне заслуживает внимания: улучшены показатели шумоизоляции, уровни полов салона и багажника выровнены. Безусловно, обновления коснулись и регулировки положения сидений, ее возможности богаты разнообразием комбинаций.
Линейка моторов включают как безнаддувные так и двигатели с турбонаддувом объемом 660 куб. См, причем последний развивает мощность 64 л.с. (47 кВт). Автомобиль оснащался механической коробкой на 4 и 5 передач или вариатором. Как и многие других моделях для японского рынка покупатели могут выбирать между переднеприводной и полноприводной версиями.
С апреля 2014 года Suzuki на своем заводе в Пакистане (PakSuzuki) начинает локальную сборку WagonR.

## Пятое поколение
Suzuki Wagon R MH34 (2012–2017) приобрел двойника в лице Mazda — речь идет о хетчбэке Flair и о бэдж-инжиниринге (ранее плод этого партнерства назывался у Mazda AZ-Wagon). Впрочем, не всё так просто, как кажется. Нет, платформа и все агрегаты, это очевидно, сузуковские. Это трёхцилиндровые 660-кубовые моторчики, предлагаемые в атмосферном и турбовариантах. Механическая или бесступенчатая трансмиссия, передний или полный привод.
Впервые это поколение теперь поставляется с гибридной системой под названием «ENE-CHARGE» и энергосберегающей электрической системой кондиционирования, получившей название «ECO-COOL».

## Шестое поколение
1 февраля 2017 года в Японии вышло шестое поколение кей-кара Suzuki Wagon R MH35 (он же Mazda Flair). Автомобиль построен на новой платформе HEARTECT и оснащён гибридной силовой установкой. Модель доступна в трёх модификациях: FX, FZ и Stingray. Они различаются оформлением и комплектацией. Кроме того, у Stingray более мощный мотор.
В состав силовой установки новинки входят бензиновый мотор мощностью 52 или 64 л.с. (турбо, только для Stingray) и вспомогательный электродвигатель отдачей 3,1 л.с. Силовая установка работает по схеме «mild hybrid» — электротяга используется только для поддержки ДВС на разгоне в диапазоне скоростей 13-100 км/ч. Электродвигатель питают литий-ионные батареи, которые подпитываются от системы рекуперации энергии торможения. Сообщается, что новый Suzuki Wagon R отличается самым низким расходом бензина в классе высоких кей-каров (1550 мм) — 2,99 л/100 км.